# بابکن تونیان
بابکن ادیکی تونیان (ارمنی: Բաբկեն Էդիկի Թունյան؛ زادهٔ ۶ سپتامبر ۱۹۸۰) یک روزنامه‌نگار و سیاستمدار اهل ارمنستان است که از تاریخ ۲۰۱۹ تا کنون سمت نمایندگی دوره‌های هفتم و هشتم مجلس ملی جمهوری ارمنستان را برعهده دارد.

## زندگی‌نامه
در ۶ سپتامبر ۱۹۸۰ در ایروان به دنیا آمد و از دانشگاه دولتی ایروان فارغ‌التحصیل شد. 